# Кадук світлобровий
Кадук світлобровий (Myrmorchilus strigilatus) — вид горобцеподібних птахів родини сорокушових (Thamnophilidae). Мешкає в Південній Америці. Це єдиний представник монотипового роду Світлобровий кадук (Myrmorchilus).

## Опис

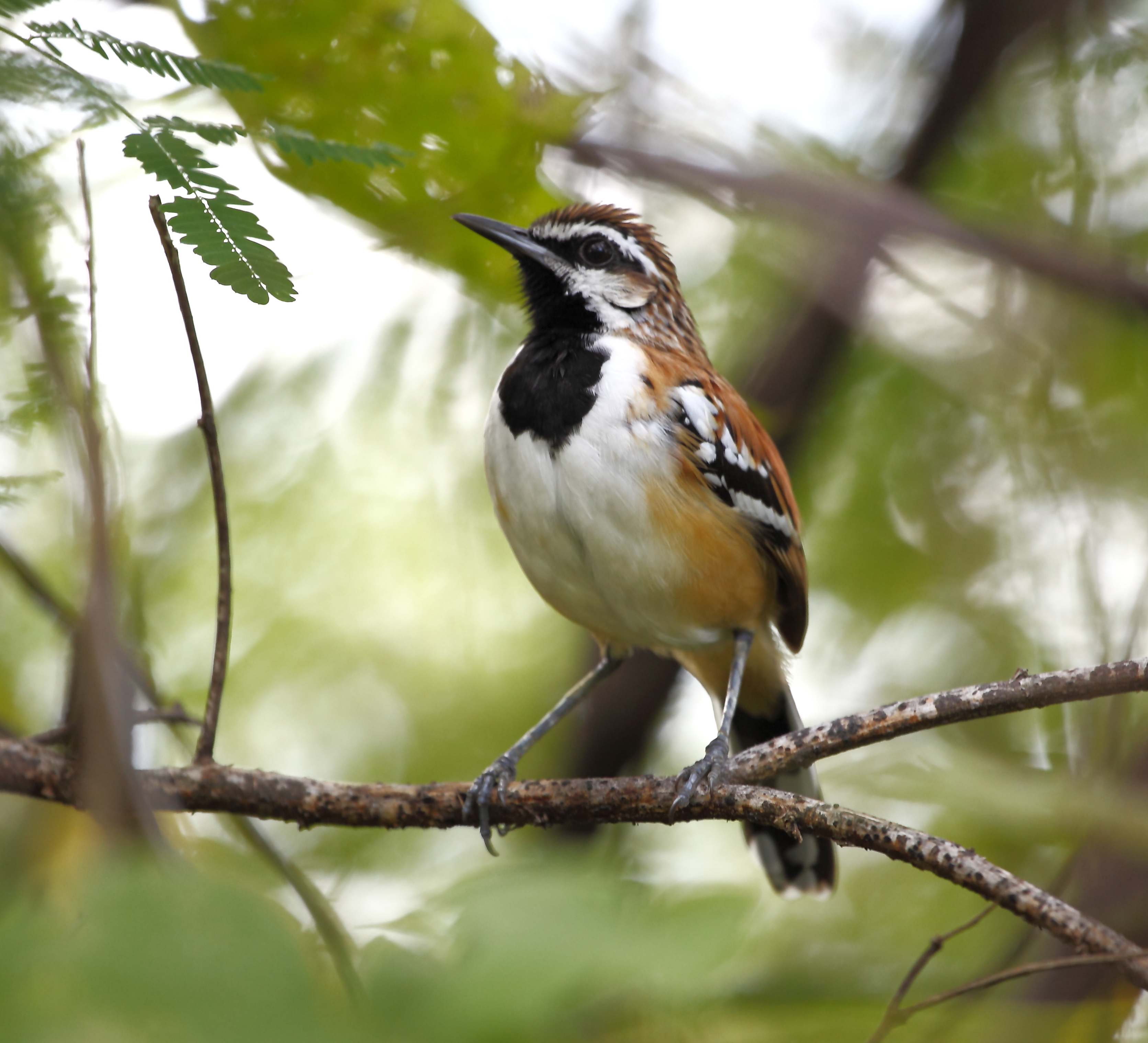
Світлобровий кадук

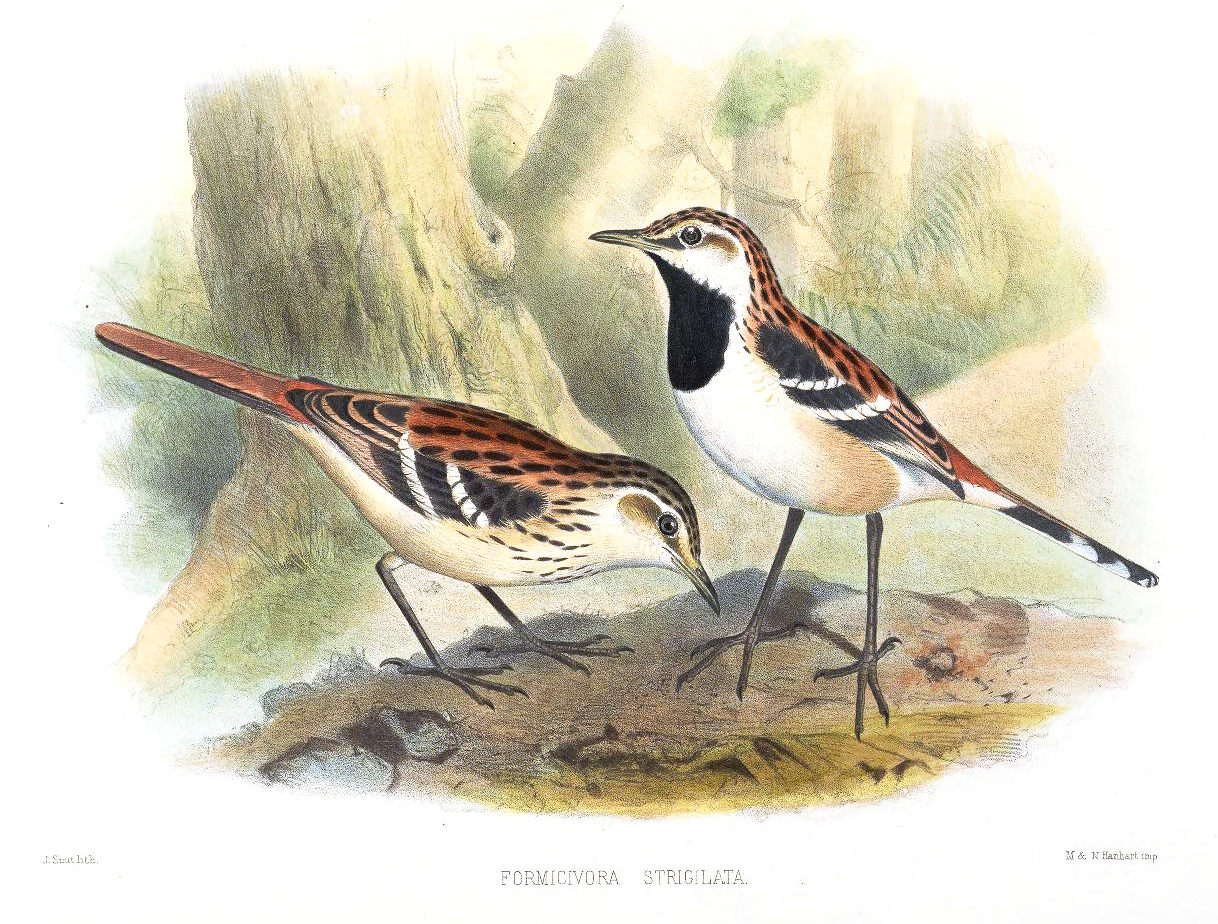
Світлоброві кадуки

Довжина птаха становить 15-16 см, вага 23-26 г. Виду притаманний статевий диморфізм. У самців верхня частина тіла пістрява, рудувато-чорна. Над очима вузькі білі (у представників підвиду M. s. strigilatus) або охристі (у представників підвиду M. s. suspicax) "брови". Покривні пера крил чорні з двома білими смужками, поцятковані білими плямками. Центральні стернові пера руді, крайні стернові пера мають широкі чорні кінчики і білі края. Горло і груди чорні, решта нижньої частини тіла білувата. У самиць нижня частина тіла коричнювато-біла, чорний "комірець" відсутній, груди поцятковані темно-коричневими смужками.

## Підвиди
Виділяють два підвиди:
- M. s. strigilatus (Hellmayr, 1910) — східна Бразилія (від сходу Піауї, центральної Сеари і Ріу-Гранді-ду-Норті до півночі Мінас-Жерайсу);
- M. s. suspicax (Cabanis, 1847) — південно-східна Болівія, південно-західна Бразилія (крайній південний захід Мату-Гросу, захід Мату-Гросу-ду-Сул), західний Парагвай (на захід від річки Парагвай) і північна Аргентина (на захід від Парани, на південь до Сантьяго-дель-Естеро і Санта-Фе).

## Поширення і екологія
Світлоброві кадуки мешкають в Бразилії, Болівії, Парагваї і Аргентини. Вони живуть в сухих тропічних лісах, чагарникових заростях і саванах Каатинги і Чако. Зустрічаються на висоті до 1100 м над рівнем моря. Живляться комахами. Гніздо чашоподібне або куполоподібне, зроблене з рослинних волокон і моху, скріплене павутинням, розміщується на землі. В кладці 2 рожевуватих яйця, поцяткованих коричневими плямками. Насиджують і самиці, і самці.